# Alvará de 1785

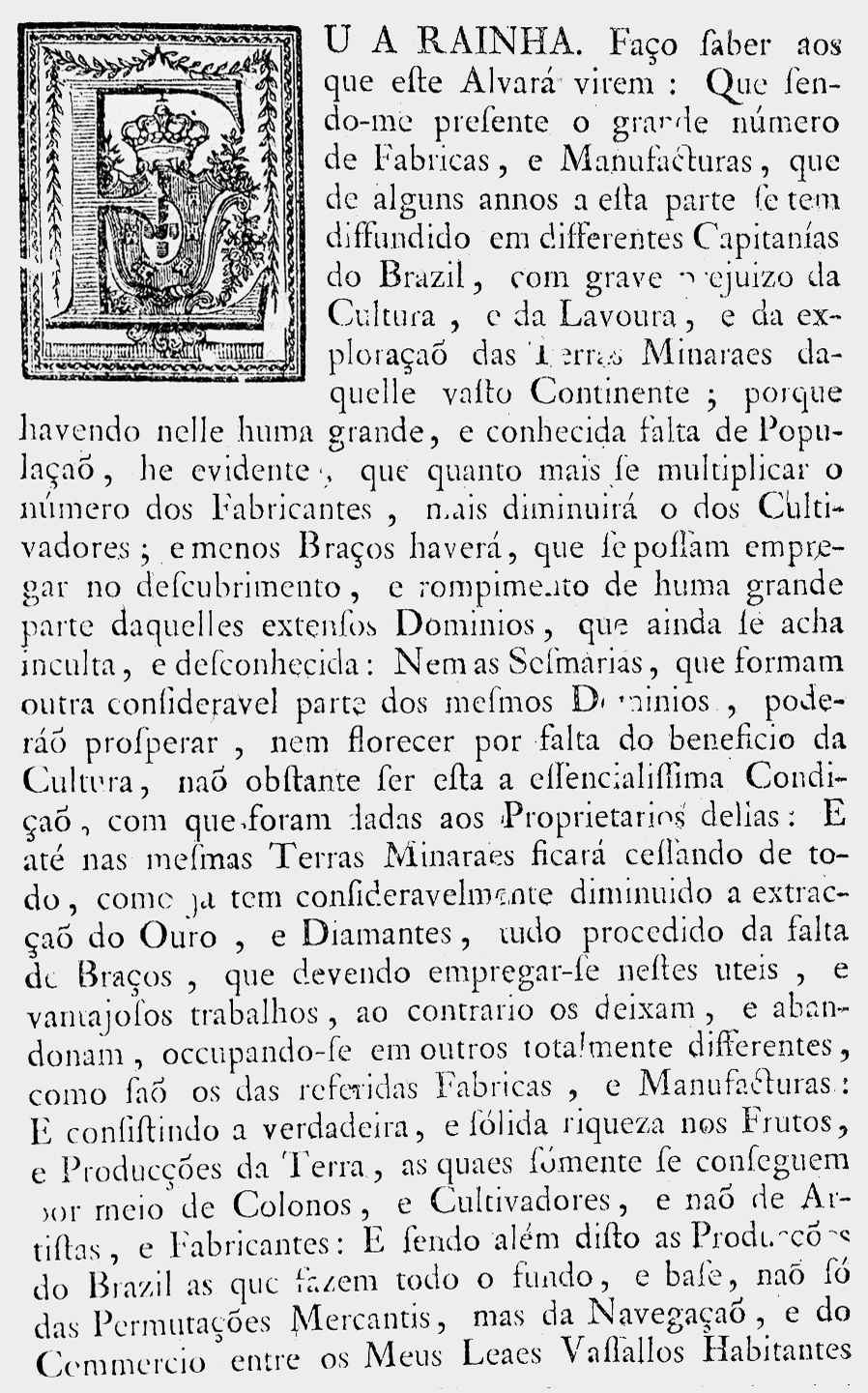
Parte do Alvará de D. Maria I. Para uma transcrição do texto, ver seção "ligações externas".

O Alvará de 1785 foi uma lei de 5 de janeiro desse ano que proibia as indústrias no Brasil. Durante o período colonial, apenas uma pequena indústria para consumo interno era permitida, devido às distâncias entre a metrópole e a colônia, e eram, principalmente, as manufaturas têxteis e a do ferro, abrindo assim uma concorrência ao comércio do Reino e poderiam tornar a colônia independente financeiramente, adquirindo também a possibilidade da independência política. Assim, em 5 de janeiro de 1785, D. Maria I assinou um alvará, extinguindo todas as manufaturas têxteis da colônia, exceto a dos panos grossos para uso dos escravos e trabalhadores. Era o golpe de morte na indústria colonial.

## Antecedentes
O desenvolvimento das indústrias na colônia não era visto com bons olhos por Portugal.  A administração colonial (cujos chefes eram os governadores-gerais e os vice-reis) já as vinha perseguindo. Antes do alvará, o Marquês do Lavradio, vice-rei, já advertia contra o perigo dessas atividades na colônia, pois, além de fazerem concorrência ao comércio do Reino, tornavam os povos coloniais independentes demais. Por iniciativa própria, o Marquês acabou com fábricas que se tornavam conhecidas.
A perseguição às atividades industriais estendeu-se à indústria do ferro, de modo que apenas saber como fundir o metal já era suficiente para tornar alguém suspeito de "ideias perigosas e subversivas" à Coroa.

## Fim da proibição

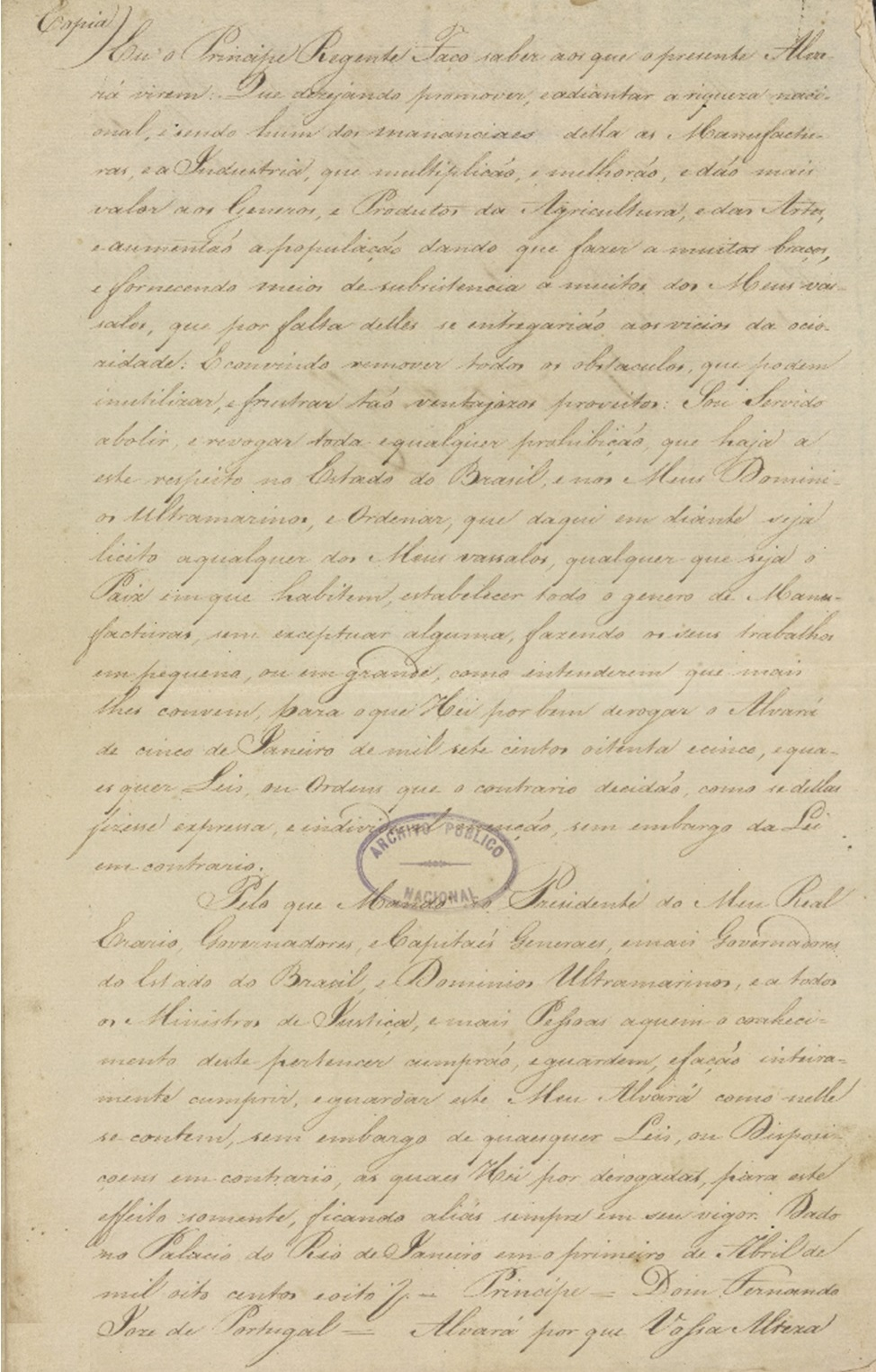
Alvará de 1808 que autoriza as fábricas e manufaturas no Brasil, 1° de abril de 1808 Arquivo Nacional.

Em 1º de abril de 1808, poucos meses após a transferência da corte portuguesa para o Brasil, decretou-se uma lei que suspendia a de 1785. Ficavam, assim, autorizadas as atividades em território colonial. A medida permitiu a instalação, em 1811, de duas fábricas de ferro, em São Paulo e em Minas Gerais. Mas o sopro de desenvolvimento parou por aí, pois a presença de artigos britânicos bem elaborados e a preços relativamente acessíveis bloqueava a produção de similares em território brasileiro. A eficácia da medida seria anulada pela assinatura dos Tratados de 1810: o Tratado de Aliança e Amizade e o Tratado de Comércio e Navegação. Por este último, o governo português concedia aos produtos ingleses uma tarifa preferencial de 15%, ao passo que a que incidia sobre os artigos provenientes de Portugal era de 16% e a dos demais países amigos, 24%. Na prática, findava o pacto colonial.